# Johann Jacob Bach
Johann Jacob Bach   (Eisenach, 1682 (<11 de febrer de 1682 (Julià)) - Estocolm, 16 d'abril de 1722 (Julià)) ser un músic alemany, compositor i el germà gran de Johann Sebastian Bach.
Es creu que Bach va néixer a Eisenach. Després dels seus estudis a l'escola llatina allà, es va convertir en oboista a la banda municipal. Després de la mort del seu pare, Johann Ambrosius Bach, el 1695, Johann Jacob i Johann Sebastian es van mudar amb el germà gran Johann Christoph Bach, organista d'Ohrdruf, on va tenir entre els seus alumnes Roemhildt. El 1704, va entrar al servei a la banda militar de l'exèrcit del rei Carles XII de Suècia. Es creu que Johann Sebastian Bach va escriure el seu Capriccio BWV 992 en la sortida del seu estimat germà en aquesta ocasió.
El 1709 va participar en la batalla de Poltava. Durant la seva estada a Constantinoble, va estudiar flauta amb Pierre-Gabriel Buffardin. De 1713 a 1722, va exercir de flautista a la cort de la capelle d'Estocolm. Va morir sense fills el 1722 a Estocolm on hi és enterrat.
Johann Jacob tocava oboè, flauta i possiblement violí. Probablement va compondre la Sonata in C minor sota el nom de Senyor Bach.